# 세종특별자치시지원단
세종특별자치시지원단(世宗特別自治市支援團)은 세종특별자치시지원위원회의 실무를 지원하기 위해 설립된 대한민국 국무조정실 소속기관으로 세종특별자치시지원단장은 고위공무원 가급(1급 상당)의 일반직공무원으로 보한다. 세종특별자치시 다솜로 261 (어진동) 정부세종청사 1동에 위치하고 있다.

## 연혁
- 2011년 1월 28일 국무총리실 세종특별자치시지원단 발족
- 2013년 3월 23일 국무조정실 세종특별자치시지원단으로 개편

## 주요 업무[8]
- 세종시지원위원회 및 실무위원회 운영 · 지원에 관한 사항
- 세종시 중장기적 발전방안 수립에 관한 사항
- 청사건립 등 세종시 건설 지원에 관한 사항
- 정부부처 및 연구기관 세종시 이전 지원에 관한 사항
- 이주 · 정주지원대책 수립 지원 및 점검 · 관리에 관한 사항
- 정주환경 조성 점검 · 관리에 관한 사항
- 이전기관 및 이전지원 기관 협의회 운영에 관한 사항
- 세종시 이전기관의 청사활용대책 수립지원에 관한 사항
- 서울, 대전, 세종시 및 혁신도시간 행정활성화 지원에 관한 사항

## 조직

### 세종특별자치시지원단장
- 건설이주지원과
- 이주정주지원과
- 행정활성화지원팀

## 같이 보기
- 세종특별자치시지원위원회